# Kanton Dinan-Est
Dinan-Est is een voormalig kanton van het Franse departement Côtes-d'Armor. Het kanton maakte deel uit van het arrondissement Dinan. Het kanton werd opgeheven bij decreet van 13 februari 2014 met uitwerking op 22 maart 2015.

## Gemeenten
Het kanton Dinan-Est omvatte de volgende gemeenten:
- Dinan (deels, hoofdplaats)
- La Vicomté-sur-Rance
- Lanvallay
- Léhon
- Pleudihen-sur-Rance
- Saint-Hélen